# Четырёхпалый прыгунчик
Четырёхпалый прыгунчик, или четырёхпалый лесной прыгунчик (лат.  Petrodromus tetradactylus) — млекопитающее из семейства прыгунчиковых (лат. Macroscelididae). Вид выделяется в монотипный род Petrodromus. Распространён в северо-восточной Анголе, южной Уганде, Демократической Республике Конго, юго-восточной Кении, Малави, на востоке Республики Конго, Мозамбике, на востоке Южной Африки, Танзании, Замбии, юго-восточном Зимбабве, возможно в Намибии. Естественная среда обитания: субтропические или тропические сухие леса, субтропические или тропические влажные низменные леса, влажные районы гор, и влажные районы саванны.

## Подвиды
Образует 9 подвидов:
- P. t. tetradactylus Peters, 1846
- P. t. beirae Roberts, 1913
- P. t. rovumae Thomas, 1897
- P. t. schwanni Thomas and Wroughton, 1907
- P. t. sultani Thomas, 1897
- P. t. swynnertoni Thomas, 1918
- P. t. tordayi Thomas, 1910
- P. t. warreni Thomas, 1918
- P. t. zanzibaricus Corbet and Neal, 1965